# ДТЭК Нефтегаз
ДТЭК Нефтегаз (укр. ДТЕК Нафтогаз, англ. DTEK Oil&Gas) — крупнейшая в Украине частная газодобывающая компания, отвечающая за нефтегазовое направление в структуре энергетического холдинга ДТЭК. В портфель активов входят «Нефтегаздобыча» и «Нефтегазразработка», ведущие разведку и добычу углеводородов на четырех лицензионных участках: Семиренковском и Мачухском месторождениях, Хорошевской и Свитанково-Логовской площадях в Полтавской и Харьковской областях.
ДТЭК Нефтегаз создан в мае 2011 года.
Главный офис компании находится в Киеве.

## Нефтегазовый бизнес
Развитие нефтегазового бизнеса является одним из ключевых стратегических направлений ДТЭК. ДТЭК Нефтегаз осуществляет добычу природного газа и газового конденсата. Компания занимает первое место в Украине по объему производства этой продукции среди частных компаний и второе — среди компаний всех форм собственности.
За 2014—2018 гг. ДТЭК Нефтегаз увеличил добычу газа в 3,3 раза, газового конденсата — в 2,8 раза.
| Год  | Добыча природного газа | Добыча газового конденсата |
| 2013 | 506 млн м³             | 20 тыс. т                  |
| 2014 | 752 млн м³             | 29 тыс. т                  |
| 2015 | 1304 млн м³            | 45 тыс. т                  |
| 2016 | 1631 млн м³            | 56 тыс. т                  |
| 2017 | 1655 млн м³            | 55 тыс. т                  |
| 2018 | 1649 млн м³            | 52 тыс. т                  |
| 2019 | 1659 млн м³            | 64 тыс. т                  |

## Бурение
ДТЭК Нефтегаз — один из лидеров глубокого бурения в Украине. Месторождения, на которых работает компания, характеризуются сложными горно-геологическими условиями — аномально высокими пластовыми давлениями и температурами. Поэтому во время бурения ДТЭК Нефтегаз применяет наиболее современное оборудование и технологии, привлекает к сотрудничеству ведущие украинские и международные сервисные компании, среди которых — Halliburton, Schlumberger, Weatherford.
В 2013—2019 гг. компания пробурила и ввела в эксплуатацию 18 скважин глубиной более 5,4 тыс. м, включая самую глубокую в Украине продуктивную скважину № 17 на Семиренковском месторождении (6750 м). Большинство скважин — наклонно-направленные.
Сейчас в скважинный фонд компании входит 26 скважин глубиной более 5,4 тыс. м каждая (данные по состоянию на июнь 2019 г.)

## Добыча и подготовка газа
Подготовка природного газа в ДТЭК Нефтегаз осуществляется на трех установках — «Олефировка», «Семиренки» и «Мачухи». Компания постоянно и системно модернизует объекты наземной инфраструктуры, совершенствуя их по международным стандартам.
Олефировская - Установка предварительной подготовки газа (УППГ) — одна из наиболее новых и эффективных в украинской газодобыче, была построена и введена в эксплуатацию в 2014 г. Инвестиции в строительство составили приблизительно 100 млн грн. Мощность — 6 млн  м³ газа в сутки.
Семиренковская УКПГ — модернизирована в 2015—2017 гг. Мощность — 2 млн  м³ газа в сутки.
Мачухская УПГ — реконструирована в 2017 г., мощность увеличена в два раза — с 1 до 2 млн  м³ газа в сутки. В модернизацию установки инвестировали более 100 млн грн.
Пропаново-холодильная установка. Стратегия компании предусматривает строительство ряда объектов, которые нивелируют негативный эффект от снижения пластовых давлений на Семиренковском месторождении. Первым шагом в этом направлении стало введение в эксплуатацию уникальной и полностью автоматизированной пропаново-холодильной установки на Олефировской УППГ, в которую инвестировали более 350 млн грн.
Дожимная компрессорная станция. В 2019 г. началась реализация масштабной инвестиционной программы по строительству дожимных компрессорных станций. Общий объем инвестиций — 40 млн дол. США.

## Технологический центр
ДТЭК Нефтегаз — единственная компания в украинской газодобывающей отрасли, которая создала собственный Технологический центр с целью системного поиска, адаптации и внедрения ведущих инновационных технологий. Технологический центр взаимодействует с ключевыми международными нефтесервисными компаниями и открыт к сотрудничеству с провайдерами современных технологий.
В рамках системы технологического развития ДТЭК Нефтегаз создал Экспертный совет, который содействует повышению качества и эффективности технологических и бизнес-процессов компании. Такой проект с привлечением ведущих международных экспертов реализован в газодобывающем секторе Украины впервые.

## Социальное партнерство
Важнейший принцип работы ДТЭК Нефтегаз — быть надежным партнером местных громад. Ежегодно компания реализует Стратегии социального партнерства с Шишацким, Миргородским и Полтавским районами Полтавской области. Стратегии разрабатываются с привлечением общественности, представителей районных, сельских органов власти и независимых экспертов.
За 2014—2019 гг. ДТЭК Нефтегаз направил более 53 млн грн в проекты в сфере охраны здоровья, образования, инфраструктуры и энергоэффективности, которые помогают существенно улучшить жизнь людей.
В начале 2017 г. президент Украины Петр Порошенко подписал закон № 1793-VIII «О внесении изменений в Бюджетный кодекс Украины относительно зачисления рентной платы за пользование недрами для добычи нефти, природного газа и газового конденсата», принятый Верховной Радой 20 декабря 2016 г.
Законом предусматривается 2 % от ренты направлять в областные бюджеты, 2 % — в районные и 1 % — в бюджеты местного самоуправления по месту нахождения (добычи) соответствующих природных ресурсов. Исключение составляют бюджеты городов республиканского и областного значения и бюджеты объединенных территориальных громад, которые получают 3 %. 95 % от ренты поступает в общий фонд государственного бюджета. Закон вступил в силу 1 января 2018 года.
За 2018—2019 гг. компания ДТЭК Нефтегаз уплатила 169,5 млн грн в бюджеты всех уровней Полтавской области, что стало значительным вкладом в развитие громад.

## Ключевые события компании

### 2011[9]
- В июне ДТЭК создал дочернюю компанию ООО «ДТЭК Нефтегаз», которая отвечает за развитие проектов в нефтегазовой отрасли на суше и морском шельфе.

### 2012[10]
- Компании ДТЭК и Linc Energy (Австралия) договорились о сотрудничестве в сфере применения в Украине метода подземной газификации угля для получения синтезгаза, который может заменить природный. Реализацию проекта с украинской стороны передали ООО «ДТЭК Нефтегаз».

### 2013[11]
- ДТЭК начал поставки газа из Европы, приобрел пакет акций «Нефтегаздобычи» — крупнейшей частной газодобывающей компании Украины.

### 2014[12]
- ДТЭК завершил реформирование системы управления бизнесом, начатое в 2011 году. Создана управляющая компания ДТЭК и три операционные компании: ДТЭК Энерго (обеспечивает управление активами в угледобыче, тепловой энергетике и дистрибуции электроэнергии), ДТЭК ВИЭ (то же в альтернативной энергетике) и ДТЭК Нефтегаз (то же в добыче природного газа).

### 2015[13]
- Введение в эксплуатацию самой глубокой (6750 м) в Восточной Европе газовой скважины № 17 Семиренковского месторождения.

### 2016[14]
- ДТЭК стал партнером Полтавского национального технического университета им. Ю. Кондратюка. Сотрудничество осуществляется по трем направлениям. Первое — подготовка молодых специалистов. Студенты могут проходить практику на предприятиях ДТЭК Нефтегаз, лучших из них приглашают на работу в компанию. Второе направление — повышение квалификации работников нефтегазовой отрасли. Третье — проведение совместных научно-исследовательских разработок, реализация научно-технических проектов и исследований.

- Внедрение автоматизированной системы оперативно-диспетчерского управления (АСОДУ), что позволило уменьшить технологические потери, оптимизировать сроки капитальных ремонтов скважин, снизить отказы технологического оборудования, повысить контроль над промышленной и экологической безопасностью производства.

- Модернизация на установке подготовки газа «Мачухи» систем учета природного газа в соответствии с новыми требованиями Кодекса газотранспортной системы Украины.

- Реконструкция оборудования установки подготовки газа «Семиренки».

- Начало реконструкции установки подготовки газа «Мачухи».

### 2017[15]
- Завершение реконструкции Мачухской установки подготовки газа. Ее провели в рекордно короткий срок — шесть месяцев. Реализация проекта позволила увеличить мощность установки в два раза — с 1 до 2 млн куб. метров газа в сутки. Модернизированную Мачухскую УПГ торжественно открыли[16] при участии премьер-министра Украины Владимира Гройсмана.

- Компания занимает первое место по объемам добычи природного газа среди частных предприятий Украины. ДТЭК «Нефтегаз» добыл[17] 1,65 млрд  м³ природного газа, что стало новым рекордом в истории компании и всей частной газодобычи в Украине. Добыча природного газа увеличилась на 1,2 % по сравнению с 2016 годом.

- Внедрение высокотехнологичного метода ремонта скважин — снаббинга. Благодаря ему работы проводятся в сжатые сроки без прекращения добычи и с минимальными негативными последствиями для залежей природного газа.

- ДТЭК Нефтегаз становится первой компанией в Украине, все объекты которой готовы реализовать природный газ в единицах энергии, что соответствует важному условию Кодекса газотранспортной системы Украины. Переход на учет газа в единицах энергии способствует устойчивому развитию рынка в соответствии с требованиями директив и регламентов ЕС.

- Впервые применен метод безамбарного бурения на Семиренковском месторождении глубиной 5 600 метров (скважина № 34), что соответствует лучшим международным экологическим стандартам и позволяет исключить воздействие на окружающую среду.

- Впервые среди газодобывающих предприятий Украины компания обустроила узел коммерческого учета газа автоматическим потоковым хроматографом и влагомером, что позволяет в режиме реального времени определять содержание и физико-химические показатели газа, а также осуществлять контроль температуры точки росы (один из главных показателей качества газа, подаваемого в магистральный газопровод).

- Начало реализации проекта по созданию лаборатории инноваций — «Инжиниринговый центр», который способствует поиску и внедрению во все производственные процессы наиболее современных решений.

- Проведение реконструкции коммерческих узлов учета природного газа на Семиренковской УКПГ и Олефировской УППГ.

- Начало бурения скважины № 25 глубиной 5 714 метров на Семиренковском месторождении.

- Увеличение дебита скважины № 51 Мачухского месторождения в результате проведения мероприятий по интенсификации.

### 2018[18]
- ДТЭК Нефтегаз признали[19] лучшим в управлении репутацией среди нефтегазодобывающих компаний.

- Впервые в Украине компания применила современные технологии петрофизического моделирования углеводородных резервуаров на базе специализированных программных продуктов Interactive Petrophysics (IP).

- ДТЭК Нефтегаз занял второе место в рейтинге[20] крупнейших налогоплательщиков Полтавской области.

- ДТЭК Нефтегаз — лучшая компания по охране труда по результатам Всеукраинского конкурса Гоструда[21].

- Компания провела первую в Украине международную конференцию[22], посвященную применению современных технологий для повышения эффективности нефтегазового бизнеса.

- ДТЭК Нефтегаз начал бурение[23] скважины № 43 на Семиренковском месторождении.

- Компания начала строительство и введение в эксплуатацию пропаново-холодильной установки на Олефировской установке подготовки газа.

- ДТЭК Нефтегаз ввел в эксплуатацию компрессорные установки для утилизации газа[24].

### 2019[25]
- Компания приобрела лицензии на пользование недрами Свитанково-Логивской площади (Харьковская область). Выиграла лицензию на открытом онлайн-аукционе, который провела Государственная служба геологии и недр Украины.

- На наиболее масштабном в истории Украины конкурсе по заключению соглашения о разделе продукции компания победила в лоте на Зиньковскую площадь (Сумская и Полтавская области).

- Начало реализации новой программы глубокого бурения на Мачухском месторождении в Полтавской области.

- Начало бурения трех новых глубоких скважин на Семиренковском месторождении: № 72, 75, 77.

- Реализация новой программы бурения на Мачухском месторождении, включая строительство скважин № 53, 54, 55.

- Строительство дожимных компрессорных станций и азотной установки на Семиренковском месторождении, которые позволили повысить отбор и качество товарного газа.

- ДТЭК Нефтегаз стала первой газодобывающей компанией Украины, которая создала собственный Технологический центр[26].

### 2020
- Впервые в Украине компания внедрила автоматическую систему мониторинга коррозии[27].

- Перевод[28] производственного персонала на период карантина на специальный режим работы с полной изоляцией.

- Успешная реализация[29] многостадийного гидравлического разрыва пластов, выполненная по передовой технологии на глубине более 5 км. В результате удалось получить промышленный приток газа и конденсата и вернуть скважину в добывающий фонд.

## Экологическая политика
Компания ДТЭК Нефтегаз стремится обеспечить защиту окружающей среды, совершенствовать производственные и управленческие процессы, следуя принципам устойчивого развития, инвестировать в природоохранные мероприятия во всех сферах деятельности своих предприятий.
Система управления окружающей средой в «Нефтегаздобыче» сертифицирована согласно ISO 14001:2015.

## Показатели деятельности
Годовые отчеты и консолидированная финансовая отчетность ДТЭК (стандарты МСФО, аудит PricewaterhouseCoopers).